# Rochester (Massachusetts)
Rochester es un pueblo ubicado en el condado de Plymouth en el estado estadounidense de Massachusetts. En el Censo de 2010 tenía una población de 5.232 habitantes y una densidad poblacional de 56,05 personas por km².

## Geografía
Rochester se encuentra ubicado en las coordenadas 41°45′35″N 70°50′18″O / 41.75972, -70.83833. Según la Oficina del Censo de los Estados Unidos, Rochester tiene una superficie total de 93.34 km², de la cual 86.97 km² corresponden a tierra firme y (6.82%) 6.37 km² es agua.

## Demografía
Según el censo de 2010, había 5.232 personas residiendo en Rochester. La densidad de población era de 56,05 hab./km². De los 5.232 habitantes, Rochester estaba compuesto por el 95.64% blancos, el 0.97% eran afroamericanos, el 0.08% eran amerindios, el 0.63% eran asiáticos, el 0% eran isleños del Pacífico, el 0.88% eran de otras razas y el 1.8% pertenecían a dos o más razas. Del total de la población el 0.76% eran hispanos o latinos de cualquier raza.